# جان فرانسوا غيليه
جان فرانسوا غيليه (بالفرنسية: Jean-François Gillet)‏ (مواليد 31 مايو 1979 في لييج - بلجيكا) لاعب كرة قدم بلجيكي يلعب حاليا لصالح نادي الدرجة الأولى بولونيا الإيطالي منذ 2011 في مركز حارس مرمى .

## مسيرته الكروية
لعب جان فرانسوا غيليه خلال مسيرته الاحترافية مع 8 أندية في خمسة وعشرون موسمًا ولم يسجل خلالها أي هدف ضمن 596 مباراة. ولم يفز بأي موسم بالكأس أو بالدوري.
خاض جان فرانسوا غيليه مسيرته مع نادي ستاندارد لييج في موسم 1996–97 في المرة الأولى واستمر معه طيلة ثلاثة مواسم ثم في موسم 2016–17 ليلعب معه أربعة مواسم، مشاركًا طوالها في 33 مباراة ولم يسجل أي هدف. ثم انتقل إلى نادي مونزا في موسم 1999–00 ولمدة موسمين، حيث شارك في 37 مباراة ولم يسجل أي هدف أيضًا. لينتقل بعدها إلى نادي باري في موسم 2000–01 في المرة الأولى واستمر معه طيلة ثلاثة مواسم ثم في موسم 2004–05 ليلعب معه سبعة مواسم، مشاركًا طوالها في 353 مباراة ولم يسجل أي هدف أيضًا. ثم انتقل إلى نادي تريفيزو في موسم 2003–04 لمدة موسم واحد، مشاركًا في 44 مباراة ولم يسجل أي هدف أيضًا. هذا وانتقل لاحقًا إلى نادي بولونيا في موسم 2011–12 لمدة موسم واحد، مشاركًا في 29 مباراة ولم يسجل أي هدف أيضًا. ثم انتقل بعدها إلى نادي تورينو في موسم 2012–13 ولمدة موسمين، مشاركًا في 49 مباراة ولم يسجل أي هدف أيضًا. ليعود وينتقل من جديد، لكن هذه المرة إلى نادي كاتانيا في موسم 2014–15 لمدة موسم واحد، مشاركًا في 16 مباراة ولم يسجل أي هدف أيضًا. لينتقل بعدها إلى نادي كيه في ميخيلين في موسم 2015–16 لمدة موسم واحد، مشاركًا في 35 مباراة ولم يسجل أي هدف أيضًا.

## روابط خارجية
- جان فرانسوا غيليه على موقع الاتحاد الدولي (مؤرشف)  (الإنجليزية)
- جان فرانسوا غيليه على موقع الاتحاد الأوربي (الإنجليزية)
- جان فرانسوا غيليه على موقع الاتحاد البلجيكي (الإنجليزية)
- جان فرانسوا غيليه على موقع قاعدة بيانات كرة القدم.إي يو (الإنجليزية)
- جان فرانسوا غيليه على موقع ناشيونال فوتبول تيمز (الإنجليزية)
- جان فرانسوا غيليه على موقع Soccerway.com (الإنجليزية)
- جان فرانسوا غيليه على موقع عالم كرة القدم.نت (الإنجليزية)
- جان فرانسوا غيليه على موقع AS.com (الإسبانية)